# Anna (Texas)
Anna es una ciudad ubicada en el condado de Collin en el estado estadounidense de Texas. En el Censo de 2010 tenía una población de 8.249 habitantes y una densidad poblacional de 225,58 personas por km².

## Geografía
Anna se encuentra ubicada en las coordenadas 33°20′51″N 96°33′12″O / 33.34750, -96.55333. Según la Oficina del Censo de los Estados Unidos, Anna tiene una superficie total de 36.57 km², de la cual 36.4 km² corresponden a tierra firme y (0.45%) 0.17 km² es agua.

## Demografía
Según el censo de 2010, había 8.249 personas residiendo en Anna. La densidad de población era de 225,58 hab./km². De los 8.249 habitantes, Anna estaba compuesto por el 78.45% blancos, el 7.66% eran afroamericanos, el 1.09% eran amerindios, el 0.85% eran asiáticos, el 0.05% eran isleños del Pacífico, el 8.59% eran de otras razas y el 3.31% pertenecían a dos o más razas. Del total de la población el 20.91% eran hispanos o latinos de cualquier raza.